# Szojuz–M
A Szojuz–M (oroszul: Союз–М, GRAU-kódja: 11A511M) szovjet űrhajózási hordozórakéta, melyet az OKB–1 tervezőiroda kujbisevi részlege (ma: CSZKB-Progressz) fejlesztett ki az 1960-as évek végén.

## Története
A rakéta kifejlesztése 1968-ban kezdődött az OKB–1 tervezőiroda Kujbisevben (ma: Szamara) működő, Dmitrij Kozlov irányítása alatt álló 3. sz. kirendeltségén. A rakétát eredetileg a szintén Kujbisevben tervezett katonai célú, 6,6 tonnás Szojuz 7K–VI űrhajó hordozóeszközéül szánták. 1968-ban a 7K–VI űrhajó programjával felhagytak, de a rakéta fejlesztése tovább folyt a Szojuz 7K–SZ indítóeszközeként. Később a 7K–SZ fejlesztését is abbahagyták, a szovjet vezetés helyette az OKB—52 (ma: NPO Masinosztrojenyija) tervezőiroda TKSZ katonai űrhajóját támogatta. A nehéz TKSZ indítására a Proton hordozórakéta állt rendelkezésre. A Szojuz–M azonban elkészült, a rendelkezésre álló hordozóeszközt így a CSZKB-Progressz által gyártott Zenyit–4MT felderítő műholdak indítására használták.
A Szojuz–M-el összesen indítást a Pleszeck űrrepülőtérről végezték. A rakétával összesen nyolc indítást hajtottak végre, melyek közül mindegyik sikeres volt. Az első indításra 1971. december 27-én, az utolsóra 1976. március 31-én került sor.
A háromfokozatú, 300 tonna össztömegű Szojuz–M-mel 6600 kg-os terhet lehetett 300 km magasságú, 65° fokos inklinációjú pályára juttatni.

## Indítások
| Sorszám | Dátum              | Hasznos teher | NSSDC ID   | Indítás helye | Megjegyzés      |
| ------- | ------------------ | ------------- | ---------- | ------------- | --------------- |
| 1.      | 1971. december 27. | Koszmosz–470  | 1971-118A  | Pleszeck      | Sikeres indítás |
| 2.      | 1972. július 13.   | Koszmosz–502  | 1972-055A  | Pleszeck      | Sikeres indítás |
| 3.      | 1972. december 27. | Koszmosz–541  | 1972-105A  | Pleszeck      | Sikeres indítás |
| 4.      | 1973. június 27.   | Koszmosz–576  | 1973-1044A | Pleszeck      | Sikeres indítás |
| 5.      | 1973. december 17. | Koszmosz–616  | 1973-102A  | Pleszeck      | Sikeres indítás |
| 6.      | 1974. június 29.   | Koszmosz–664  | 1974-049A  | Pleszeck      | Sikeres indítás |
| 7.      | 1974. november 4.  | Koszmosz–693  | 1974-088A  | Pleszeck      | Sikeres indítás |
| 8.      | 1976. március 31.  | Koszmosz–811  | 1972-0305A | Pleszeck      | Sikeres indítás |